# Teatro cartesiano

Las experiencias se representan en la mente del observador.

Teatro cartesiano es un término despectivo acuñado por el filósofo Daniel Dennett para referirse al aspecto clave del materialismo cartesiano, que considera una reminiscencia del dualismo cartesiano en las teorías materialistas de la mente.
Descartes dijo originariamente que la consciencia involucra un alma inmanente, que observa una representación del mundo en la glándula pineana del cerebro. Bajo esta concepción, el alma desempeña el papel de un homúnculo, una criatura con fuerza de voluntad.
Dennett dijo que cuando se elimina el dualismo, lo que queda del modelo original de Descartes consiste en imaginar un diminuto teatro en el cerebro donde un homúnculo, ahora físico, desempeña la tarea de observar todos los datos de los sentidos proyectados en una pantalla en un instante particular, tomando decisiones y enviando órdenes.

El materialismo cartesiano es el punto de vista según el cual hay una línea o frontera en el cerebro, que marca el lugar donde el orden de llegada equivale al orden de «presentación» de la experiencia porque lo que pasa allí es de lo que eres consciente. [...] muchos teóricos insistían en que han rechazado explícitamente esta obviamente mala idea. Pero [...] la persuasiva imaginería del teatro cartesiano sigue volviendo para atormentarnos—tanto al pueblo llano como a los científicos—incluso después de que su fantasmagórico dualismo ha sido denunciado y exorcizado

El término teatro cartesiano apareció en Consciusness Explained, de Dennett.